# Enoxaparina
L'enoxaparina (chiamata anche in fase di sperimentazione PK 10169), utilizzata come sale di sodio, è un frammento di eparina a basso peso molecolare. È preparata per depolimerizzazione dell'estere benzoico dell'eparina estratta dalla mucosa porcina.
L'enoxaparina presenta, rispetto all'eparina naturale, un netto aumento del rapporto tra l'attività anti-Xa e quella anti-IIa, rapporto che diventa superiore a 4. Pertanto nell'animale essa svolge buona attività antitrombotica con minima interferenza sul sanguinamento, essendo inoltre trombolitica. Nell'uomo è possibile confermare una buona attività antitrombotica senza significativa interferenza con i test della coagulazione.

## Farmacocinetica
Dopo somministrazione sottocutanea, l'assorbimento del farmaco è rapido e completo.
 
Tre ore dopo somministrazione di 20 e 40 mg si osserva la massima attività plasmatica cui corrispondono livelli plasmatici di 1,6 µg/ml e di 3,8 µg/ml rispettivamente.
 
L'attività anti-Xa generata dall'enoxaparina è localizzata nello spazio intravascolare.
 
L'emivita è di 4,4 ore ma nei soggetti anziani può raggiungere le 6-7 ore. 
L'enoxaparina viene metabolizzata solo in minima parte ed essenzialmente per via epatica attraverso meccanismi di desolfatazione e depolimerizzazione.
L'eliminazione è prevalentemente renale

## Usi clinici
È utilizzata per il trattamento profilattico pre- e post-operatorio delle malattie tromboemboliche venose, associate ad interventi chirurgici, in particolare ortopedici. È inoltre utilizzata per la prevenzione della coagulazione del sangue nella circolazione extracorporea durante l'emodialisi.

## Controindicazioni
L'enoxaparina è controindicata in caso di ipersensibilità, endocardite batterica acuta, anomalie dell'emostasi, trombocitopenia (nei pazienti che presentano positività del test di aggregazione in vitro in presenza di enoxaparina).

Sono da ritenersi ulteriori controindicazioni l'ulcera peptica e gli accidenti cerebrovascolari. L'enoxaparina non può essere iniettata per via intramuscolare.
 
Va adoperata con cautela in caso di insufficienza epatica e di ipertensione arteriosa non controllata.

La sperimentazione animale non ha dimostrato effetti embriotossici o teratogeni, tuttavia per prudenza se ne sconsiglia comunque la somministrazione durante il primo trimestre di gravidanza.
Particolare attenzione e cautela va riservata in caso di contemporanea assunzione di antiaggreganti piastrinici, antinfiammatori non steroidei, acido acetilsalicilico, destrano e farmaci antagonisti della vitamina K che possono aumentare l'effetto anticoagulante dell'enoxaparina.

## Effetti collaterali
Manifestazioni emorragiche, ecchimosi localizzate al sito di iniezione, necrosi cutanea acuta, trombocitopenia ed aumento delle transaminasi.

## Dosi terapeutiche
L'enoxaparina viene somministrata per via sottocutanea in una plica cutanea dell'addome.

Nei pazienti che non presentano rischi tromboembolici particolari erano generalmente ritenuti sufficienti 20 mg (2000 UI) al giorno per ottenere una prevenzione efficace.
Si è poi dimostrato che tale dose è insufficiente ai fini della profilassi. Attualmente la profilassi necessaria adottata in tutto il mondo, sia in ambito medico che chirurgico, è di 4000 UI al giorno. In chirurgia generale la prima iniezione deve essere effettuata due ore prima dell'intervento, mentre in chirurgia ortopedica la prima iniezione deve essere praticata 12 ore prima.

La durata della terapia dipende dalla persistenza dei rischi tromboembolici: di solito l'enoxaparina si somministra per 7-10 giorni dopo l'intervento chirurgico, fino a quando il paziente non torna a deambulare.